# Rhinoclemmys funerea
Espèce
Synonymes
- Chelopus funereus Cope, 1876
- Geoemyda costaricensis Kanberg, 1930

Statut de conservation UICN

 NT  : Quasi menacé
Rhinoclemmys funerea est une espèce de tortues de la famille des Geoemydidae.

## Répartition
Cette espèce se rencontre au Costa Rica, au Honduras, au Nicaragua et au Panama.

## Publication originale
- Cope, 1876 "1875" : On the Batrachia and Reptilia of Costa Rica : With notes on the herpetology and ichthyology of Nicaragua and Peru. Journal of the Academy of Natural Sciences of Philadelphia, ser. 2, vol. 8, p. 93–154 (texte intégral).